# 岐阜タンメンBBC
株式会社岐阜タンメンBBC（ぎふタンメンビービーシー）とは、愛知県一宮市に本社を置く企業。

## 概要
愛知県・岐阜県で「博多ラーメン ばりばり軒」「岐阜タンメン」を運営している。
岐阜市内に本店を置き17店舗を展開する「岐阜タンメン」は、2009年（平成21年）4月に愛知県稲沢市に屋台で出店した「タンメン専門店 板谷」を起源とする。しかし、当時東海地方にはタンメンの文化がなく、加えて屋台であったことから客足も伸びなかった。閉店も視野に入れつつ、最後の望みにと2010年（平成22年）2月に岐阜市に店舗型の「元祖タンメン屋」を出店すると人気となり、その後稲沢市の「板谷」存続危機に際して岐阜県からはるばる来店してくれた恩義から、感謝を込めて全ての店名を「岐阜タンメン」に変更した経緯がある。「岐阜タンメン 稲沢・板谷店」と名前を変えた同店舗は、2020年（令和2年）8月31日に周辺道路の拡幅工事に伴って閉店した。

## 沿革
- 2004年（平成16年）9月 - 愛知県一宮市にて「博多ラーメン ばりばり軒」を創業。
- 2007年（平成19年）1月 - 株式会社ばりばりカンパニーを設立。
- 2009年（平成21年）4月 - 愛知県稲沢市に「タンメン専門店 板谷」を開店。（後に「岐阜タンメン 稲沢・板谷店」へ変更、2020年（令和2年）閉店）
- 2010年（平成22年）2月 - 岐阜県岐阜市に「岐阜タンメン 岐阜本店」を開店。
- 2019年（平成31年）6月17日 - 社名を株式会社岐阜タンメンBBCに変更、本社を現在の場所に移転。

## 店舗
- 博多ラーメン ばりばり軒
  - 本店（愛知県一宮市）
  - 一宮インター店（愛知県一宮市）
  - 津島店（愛知県津島市）
- 岐阜タンメン
  - 本店（岐阜県岐阜市）
  - 岐阜県：7店舗
  - 愛知県：10店舗
  - 静岡県：1店舗
- カプサイメン
  - 本店（愛知県一宮市）
  - 岐阜店（岐阜県岐阜市）